# Лекс Марінос
Александр Френсіс Марінос (англ. Alexander Francis Marinos; 1 лютого 1949, Вогга-Вогга, Новий Південний Уельс, Австралія  – 13 вересня 2024, Сідней, Австралія) — австралійський актор, знаний за роллю італійського зятя Теда Буллпіта Бруно в австралійському комедійному телесеріалі 1980-х років «Країна Кінгсвуд» і як ведучий «Легенд пізньої ночі» на ABC2. Разом з Тедом Робінсоном працював ведучим на радіостанції 2JJ (Double Jay), нині Triple J, наприкінці 1970-х років. Нагороджений медаллю ордена Австралії.

## Біографія
Народився 1 лютого 1949 року у Вогга-Вогга, Новий Південний Уельс, у сім'ї іммігранта з Греції, Фотіоса («Френка») Марінопулоса, й Анни Карофіліс, яка мала греко-австралійське походження. Мама була дочкою Адоніса («Тоні») Карофіліса, який іммігрував з Касоса, Греція, та Мінні Метісон, австралійки шотландського й англійського походження, пра-пра-пра-прадід Маріноса по материнській лінії, Семюель Бредлі, каторжник, і Маріан Мортімер, вільна емігрантка, яка прибула до Гобарта, Тасманія, у XIX столітті.
Дідусь і бабуся Маріноса по материнській лінії, Адоніс і Мінні, володіли грецькими кафе в містах регіону Ріверіна в Новому Південному Уельсі, зокрема у Вогга-Вогга і Рок, а також у містечку Боган-Гейт. Він закінчив Університет Нового Південного Уельсу зі ступенем бакалавра мистецтв з відзнакою за спеціальністю «Театральне мистецтво». Наприкінці 1970-х років почав виступати на молодіжній радіостанції ABC 2JJ, згодом став ведучим на ABC Local Radio, зокрема вів шоу «Легенд пізньої ночі».
1980 року отримав роль Бруно в телевізійній комедії «Країна Кінгсвуд», що принесла йому популярність.
Помер у Сіднеї 13 вересня 2024 року у 75 років після двох десятиліть боротьби з лейкемією. Його сім'я оголосила в соціальних мережах, що він помер «спокійно… вдома, в момент, який він вибрав, в оточенні сім'ї та під звуки Боба Ділана».

## Визнання
Нагороджений медаллю ордена Австралії за «заслуги в театральному мистецтві як актор, режисер і сценарист». Колишній заступник голови Ради Австралії та Фонду культурного розвитку громади Ради Австралії.
2008 року прочитав десяту щорічну лекцію Тома Брока про історію австралійської імміграції та регбі.
2012 року акторський склад «Удару», включно з Маріносом, отримав нагороду Equity за найвидатнішу гру в телевізійному фільмі або мінісеріалі.

## Фільмографія
| Рік       |    | Українська назва        | Оригінальна назва               | Роль             |
| --------- | -- | ----------------------- | ------------------------------- | ---------------- |
|           | с  | Ровери                  | The Rovers                      | Роберто          |
| 1972      | с  | Шоу Анті Джека          | The Aunty Jack Show             | 2-й Анті Джек    |
| 1974      | с  |                         | Flash Nick from Jindavick       |                  |
| 1974      | с  | Кілька жінок            | Certain Women                   |                  |
| 1975      | с  |                         | Scattergood: Friend of All      |                  |
| 1975      | с  | Поліція Метлока         | Matlock Police                  | Кевін Гансон     |
| 1975—1976 | с  |                         | King's Men                      | Віктор Корреліс  |
| 1976      | с  | Елвін Пурпл             | Alvin Purple                    | Бруно            |
| 1978      | с  | Останній вистріл        | Chopper Squad                   |                  |
| 1979      | с  | Шопо-коп                | Cop Shop                        | Сальваторе Россі |
| 1979      | с  |                         | Love Thy Neighbour in Australia | Кітті            |
| 1979      | ф  | Дитина Кеті             | Cathy's Child                   | Кон Гаврос       |
| 1980      | с  | Країна Кінгсвуд         | Kingswood Country               | Бруно            |
| 1981      | ф  | Вводити в оману         | Hoodwink                        | детектив         |
| 1981      | с  | Дім, милий дім          | Home Sweet Home                 | Бруно            |
| 1981      | с  | Tickled Pink            |                                 |                  |
| 1982      | ф  |                         | Goodbye Paradise                | Кон              |
| 1984      | с  |                         | City West                       | Тім Паппас       |
| 1988      | ф  | Пандомоніум             | Pandemonium                     | Дік Дікерсон     |
| 1991—1992 | с  | Посольство              | Embassy                         | Тарік Абдулла    |
| 1991—1994 | с  |                         | Live and Sweaty                 | Лекс             |
| 1992      | ф  | Останні дні Chez Nous   | The Last Days of Chez Nous      | Анджело          |
| 1993      | с  | Примітивна країна       | A Country Practice              | Стівен Маркес    |
| 1993      | ф  |                         | Bedevil                         | Дмитрій          |
| 1996      | с  | Водяні криси            | Water Rats                      | Белламі          |
| 2000—2007 | с  | Піцца                   | Pizza                           | різні ролі       |
| 2005      | кф | Обід                    | Lunchtime                       | оповідач         |
| 2011      | с  | Удар                    | The Slap                        | Маноліс          |
| 2013      | ф  |                         | Backyard Ashes                  | Мак              |
| 2014      | с  | Рейк                    | Rake                            | Спіро            |
| 2015      | ф  | Все про І               | All About E                     | Джохеф           |
| 2017      | с  |                         | Bent 101                        | Спіро            |
| 2017      | с  | Збій                    | Glitch                          | Стів Тріпідакіс  |
| 2018      | с  |                         | Fighting Season                 | Генні            |
| 2022      | с  | Дванадцять              | The Twelve                      | Ніколас          |
| 2023      | с  | Мама та син             | Mother and Son                  | Кеннет           |
| 2023      | с  | Морська поліція: Сідней | NCIS: Sydney                    | Дімі             |
| 2024      | ф  |                         | The Gift That Gives             | Лоуренс Дракос   |